# Anastasiya Pánchenko
Anastasiya Pánchenko –en ruso, Анастасия Панченко– (Omsk, 3 de mayo de 1990) es una deportista rusa que compitió en piragüismo en la modalidad de aguas tranquilas.
Ganó tres medallas en el Campeonato Mundial de Piragüismo entre los años 2010 y bronce en 2021, y una medalla de bronce en el Campeonato Europeo de Piragüismo de 2018. En los Juegos Europeos de Minsk 2019 obtuvo una medalla de bronce en la prueba de K2 500 m.

## Palmarés internacional
| Campeonato Mundial | Campeonato Mundial     | Campeonato Mundial | Campeonato Mundial |
| Año                | Lugar                  | Medalla            | Competición        |
| ------------------ | ---------------------- | ------------------ | ------------------ |
| 2010               | Poznań (Polonia)       | Medalla de bronce  | K1 4 × 200 m       |
| 2014               | Moscú (Rusia)          | Medalla de plata   | K1 4 × 200 m       |
| 2021               | Copenhague (Dinamarca) | Medalla de bronce  | K4 500 m           |
| Juegos Europeos    |                        |                    |                    |
| Año                | Lugar                  | Medalla            | Competición        |
| 2019               | Minsk (Bielorrusia)    | Medalla de bronce  | K2 500 m           |
| Campeonato Europeo |                        |                    |                    |
| Año                | Lugar                  | Medalla            | Competición        |
| 2018               | Belgrado (Serbia)      | Medalla de bronce  | K4 500 m           |